# Мэдиган, Эми
Эми Мэдиган (англ. Amy Madigan, род. 11 сентября 1950) — американская актриса. Образование получила в университете Маркетт в Милуоки, а также обучалась в музыкальной консерватории в Чикаго и в Институте театра и кино Ли Страсберга. В 1970 году переехала в Лос-Анджелес, где спустя несколько лет началась её актёрская карьера. В конце 1970-х годов Мэдиган принимала участие в гастрольном туре американского фолк-музыканта Стива Гудмана, играя на синтезаторе, перкуссии, а также исполняя песни. В 1985 году актриса была номинирована на «Оскар» за роль Санни в фильме «Дважды в жизни». Она успешно сыграла в фильмах «Дитя любви» (1982), «Улицы в огне» (1984), «Места в сердце» (1984), «Принц из Пенсильвании» (1988), «Поле его мечты» (1989) «Тёмная половина» (1993), «Поллок» (2000), «Проект Лярами» (2002) и «Прощай, детка, прощай» (2007), а также в телесериалах «Карнавал», «Мыслить как преступник» и «Анатомия страсти».
На 71-й церемонии вручения премии «Оскар» Мэдиган стала одной из тех, кто отказался аплодировать режиссёру Элиа Казану, которому был вручён почётный приз киноакадемии.
С 1983 года Эми Мэдиган замужем за актёром Эдом Харрисом, от которого родила дочь Лили.

## Фильмография
| Год  |   | Русское название              | Оригинальное название                 | Роль             |
| ---- | - | ----------------------------- | ------------------------------------- | ---------------- |
| 1982 | ф | Дитя любви                    | Love Child                            |                  |
| 1983 | ф | Трэвис МакГи                  | Travis McGee                          |                  |
| 1983 | ф | Любовные письма               | Love Letters                          |                  |
| 1984 | ф | Места в сердце                | Places in the Heart                   |                  |
| 1984 | ф | Улицы в огне                  | Streets of Fire                       |                  |
| 1985 | ф | Залив Аламо                   | Alamo Bay                             |                  |
| 1985 | ф | Дважды в жизни                | Twice in a Lifetime                   |                  |
| 1986 | ф | Зейстеры                      | Zeisters / Fat Guy Goes Nutzoid       |                  |
| 1987 | ф | Месть Пентагона               | Nowhere to Hide                       |                  |
| 1988 | ф | Принц Пенсильвании            | The Prince of Pennsylvania            |                  |
| 1989 | ф | Поле его мечты                | Field of Dreams                       |                  |
| 1989 | ф | Дядюшка Бак                   | Uncle Buck                            |                  |
| 1993 | ф | Тёмная половина               | The Dark Half                         |                  |
| 1996 | ф | Женская извращённость         | Female Perversions                    |                  |
| 1996 | ф | Всадники полынных прерий      | Riders of the Purple Sage             |                  |
| 1997 | ф | Боль любви                    | Loved                                 |                  |
| 1998 | ф | С друзьями как эти…           | With Friends Like These...            |                  |
| 2000 | ф | Поллок                        | Pollock                               | Пегги Гуггенхайм |
| 2002 | ф | Время танцевать               | A Time for Dancing                    |                  |
| 2002 | ф | Проект Ларами                 | The Laramie Project                   |                  |
| 2005 | ф | Проживая зиму                 | Winter Passing                        |                  |
| 2007 | ф | Прощай, детка, прощай         | Gone Baby Gone                        |                  |
| 2010 | ф | Единожды падший               | Once Fallen                           |                  |
| 2010 | ф | Что случилось с Вирджинией?   | Virginia / What's Wrong with Virginia |                  |
| 2011 | ф | Вот я какой                   | That's What I Am                      |                  |
| 2012 | ф | Глобальное потепление         | Future Weather                        |                  |
| 2013 | ф | Спасатель                     | The Lifeguard                         |                  |
| 2013 | ф | Пресная вода                  | Sweetwater                            |                  |
| 2014 | ф | Влюблённая Шайрин             | Shirin in Love                        |                  |
| 2014 | ф | Фронтера                      | Frontera                              |                  |
| 2015 | ф | Серая леди                    | Grey Lady                             |                  |
| 2016 | ф | Вне правил                    | Rules Don't Apply                     |                  |
| 2017 | ф | <РУССКОЕ НАЗВАНИЕ НЕИЗВЕСТНО> | Stuck                                 |                  |
| 2017 | ф | Бесчестный                    | A Crooked Somebody                    |                  |
| 2018 | ф | Женщина в огне                | American Woman                        |                  |
| 2019 | ф | Отчаянный ход                 | The Last Full Measure                 |                  |
| 2020 | ф | Охота                         | The Hunt                              |                  |
| 2021 | ф | Оленьи рога                   | Antlers                               |                  |
| 2026 | ф | Оружие                        | Weapons                               |                  |

## Награды
- Международный кинофестиваль в Каталонии 1984 — «Премия Мария за лучшую женскую роль» («Улицы в огне»)
- Золотой глобус 1989 — «Лучшая актриса второго плана в сериале, мини-сериале или телефильме» («Рой против Уэйда»)